# Trichomycterus potschi
Trichomycterus potschi är en fiskart som beskrevs av Barbosa och Costa 2003. Trichomycterus potschi ingår i släktet Trichomycterus och familjen Trichomycteridae. Inga underarter finns listade i Catalogue of Life.